# София (станция метро)
Софиа (швед. Sofia) — проектируемая станция Синей линии Стокгольмского метрополитена. Строительство станции начнётся в 2018 году и построят к 2025 году в участке Кунгстрэдгорден — Накка Сентрум. Расположена между действующей станцией Кунгстрэдгорден до которой примерно 1,7 км, также проектируемой Хаммарбю каналь до которой примерно 1 км и ещё одной проектируемой станции Гуллмарсплан до которой примерно 1,2 км.
Станция расположена в районе Катарина-Софиа в Восточном Седёмальме, будет иметь два северных выхода к парку Стигберг и на Терховплан (швед. Tjärhovplan), также два южных выхода  к улицам Сконегатан (швед. Skånegatan), Боргмэстарегатан (швед. Borgmästaregatan) и Ренстиернас гата (швед. Renstiernas gata), также к церкви Софиа (швед. Sofia kyrka). Рядом проходят маршруты автобусов: 2, 3, 53, 66, 71, 76, 93, 96.